# 矛角樱蛤
矛角樱蛤（学名：Angulus lanceolata），是帘蛤目樱蛤科角樱蛤属的一种。主要分布于越南、中国大陆、台湾，常栖息在潮下带。